# Dingolshausen
Dingolshausen è un comune tedesco di 1 260 abitanti, situato nel land della Baviera.